# Hans Bach (Schriftsteller)
Hans Bach (* 1940 in Berlin) ist ein deutscher Schriftsteller und Diplompsychologe.

## Leben
Bach führte nach Schulabschluss zunächst ein berufliches Nomadenleben, machte dann extern sein Abitur und studierte Psychologie an der Humboldt-Universität in Berlin. Danach war er im Ministerium für Gesundheitswesen der DDR tätig. Seit 1981 ist er freischaffender Schriftsteller, hat in der DDR mehrere Science-Fiction-Bände sowie weitere Bücher veröffentlicht. Seine Berufserfahrungen als Psychologe wurden in mehreren von ihm veröffentlichten Erzählungen thematisiert.
Sein Roman Die Glastropfenmaschine wurde vom Verlag Neues Leben um die Hälfte gekürzt. Sein bereits angekündigter Roman Die kalten Feuer des Prometheus konnte infolge des Zusammenbruchs der DDR-Verlagslandschaft nicht mehr erscheinen.

## Werke
- Sternenjäger, Science-Fiction-Erzählungsband, Das Neue Berlin, 1982, DNB 830121714
- Silvesterglocken für den Tod, Kriminalerzählung, Militärverlag der DDR, 1982, DNB 820877034
- Sternendroge Tyrsoleen, Science-Fiction-Roman, Verlag Neues Leben, 1983, DNB 840102569
- Der Untergang der Cap Arcona, Dokumentarische Erzählung, Militärverlag der DDR, 1983, DNB 840119488
- Wandelsterne, Science-Fiction-Erzählungsband, Das Neue Berlin, 1984, DNB 881394424
- Germelshausen, 0.00 Uhr, Phantastischer Roman, Verlag Neues Leben, 1985, DNB 880132701
- Elblichter, Erzählung, Militärverlag der DDR, 1985, DNB 36926178X
- Weg ohne Gnade, Kriminalerzählung, Militärverlag der DDR, 1986, DNB 860384101
- Vierhundertachtzig Minuten, Dokumentarische Erzählung, Verlag Neues Leben, 1986, Das neue Abenteuer Heft 474, ISBN 3-355-00090-6
- Mordsache Marloh, Kriminalerzählung, Militärverlag der DDR, 1987, ISBN 3-327-00444-7
- Die Glastropfenmaschine, Phantastischer Roman, Verlag Neues Leben, 1988, ISBN 3-355-00620-3
- Botschafter der Finsternis, Science-Fiction-Erzählungsband, Verlag Tribüne, 1990, ISBN 3-7303-0446-1
- Das Grausteinexperiment, Science-Fiction-Erzählung, 1990, im SF-Magazin Alien Contact Nr. 2
- Alien Contact, Science-Fiction-Erzählung, 1991, im SF-Magazin Alien Contact Nr. 7